# Zodarion minutum
Zodarion minutum là một loài nhện trong họ Zodariidae.
Loài này thuộc chi Zodarion. Zodarion minutum được Robert Bosmans miêu tả năm 1994.